# Коттенборн
Коттенборн (нем. Kottenborn) — община в Германии, в земле Рейнланд-Пфальц. 
Входит в состав района Арвайлер. Подчиняется управлению Аденау.  Население составляет 179 человек (на 31 декабря 2010 года). Занимает площадь 3,78 км².